# Hermann Sagstätter
Gottfried Hermann Sagstätter (* 1811 in München; † 25. Dezember 1883 ebenda) war ein deutscher Maler. Nachdem er zunächst Historien- und vor allem Genrebilder gemalt hatte, schuf er vor allem kirchliche Kunst.

## Leben und Werke
Sagstätter wurde früh Vollwaise, wuchs in Armut auf und wurde von Peter von Cornelius unterstützt. Er absolvierte ein Akademiestudium und stellte ab 1831 seine Bilder aus. 
Am 10. November 1845 heiratete er in der Pfarrkirche St. Peter die Kaufmannstochter Anna M. Fuchs aus Württemberg, die ihm laut ADB später geschickt beim Malen zur Hand ging.
1847 wurde der Pfarrkirche zum Heiligen Geist in München ein elf Fuß hohes Altargemälde Sagstätters gestiftet, das Christus am Ölberg zeigte. Ein weiteres Altarbild Sagstätters befindet sich in der Kirche St. Laurentius in Alteglofsheim. Sagstätter renovierte diese Kirche in den Jahren 1846/47. St. Stephan in Oberhaching erhielt anlässlich einer Umgestaltung im neoromanisch-neogotischen Stil in den Jahren 1846 bis 1849 drei Altarbilder Sagstätters. Für den Kölner Dom entwarf er vier Chorfenster. Sagstätter wurde mit der Ludwigsmedaille für Kunst und Wissenschaften ausgezeichnet.